# Ziemia faraonów
Ziemia faraonów (ang. Land of the Pharaohs) – amerykański film historyczny z 1955 roku w reżyserii Howarda Hawksa.

## Opis fabuły
Po licznych wojnach, egipski faraon Cheops zgromadził liczne łupy w złocie i klejnotach. Pragnie by skarby te, po jego śmierci, zostały pochowane wraz z nim w grobowcu. Zleca nowo nabytemu niewolnikowi Vashtarowi, który jest architektem, zaprojektowanie i zbudowanie w środku piramidy, skarbca, który ma być zabezpieczony przed złodziejami grobowców.

## Obsada
- Jack Hawkins – faraon Cheops
- Joan Collins – księżniczka Nellifer
- Dewey Martin – Senta
- Alexis Minotis – Hamar
- Robert Rietti – Hamar (głos)
- James Robertson Justice – Vashtar
- Luisella Boni – Kyra
- Sydney Chaplin – Treneh
- James Hayter – Mikka
- Kerima – Nailla
- Piero Giagnoni – Xenon